# Wissem Naouali
Pour les articles homonymes, voir Naouali.
Wissem Naouali, né le 5 novembre 1983, est un footballeur tunisien. Il joue au poste de gardien de but avec Grombalia Sports. Il mesure 1,83 m.

## Clubs
- ?-août 2009 : Stade tunisien (Tunisie)
- août 2009-juillet 2011 : Espérance sportive de Tunis (Tunisie)
- juillet 2011-août 2012 : Espérance sportive de Zarzis (Tunisie)
- août 2012-janvier 2013 : Olympique de Béja (Tunisie)
- depuis juillet 2014 : Grombalia Sports (Tunisie)

## Palmarès
- Championnat de Tunisie : 2010